# Gerard Kemkers
Gerard Kemkers (* 8. März 1967 in Groningen) ist ein niederländischer Eisschnelllauftrainer und ehemaliger Eisschnellläufer, der seine größten Erfolge auf den Strecken über 1500 und 5000 m feiern konnte.

## Karriere als Aktiver
Kemkers trat erstmals 1986 international in Erscheinung, als er bei der Mehrkampfweltmeisterschaft den 4. Platz belegte. 1988 gewann er bei den Olympischen Winterspielen in Calgary im Wettbewerb über 5000 m die Bronzemedaille. Gold gewann sein Landsmann und Trainingskamerad Leo Visser. Auch das Jahr 1989 war für Kemkers erfolgreich. Er gewann sowohl bei der Mehrkampfeuropameisterschaft als auch bei der Mehrkampfweltmeisterschaft die Silbermedaille. Zudem gewann er die Weltcupeinzelwertung über die 1500-m-Strecke. Nach der Saison 1990/91 beendete Kemkers seine aktive Karriere.

## Karriere als Trainer
In der von einer niederländischen Versicherungsgesellschaft finanzierten TVM-Mannschaft konnte Kemkers auch als Trainer große Erfolge aufweisen. Zu seinem Team gehörten seit der Saison 2005/06 unter anderem Sven Kramer und Ireen Wüst, die er jeweils zum Mehrkampfweltmeister- und Europameistertitel führte. Am 21. Dezember 2006 wurde Kemkers bei einer von der niederländischen Fernsehanstalt NOS veranstalteten Abstimmung zum „Niederländischen Coach des Jahres 2006“ gewählt. Internationales Aufsehen erregte Kemkers bei den Olympischen Winterspielen 2010 in Vancouver. Nachdem seine Schützlinge Sven Kramer und Ireen Wüst über 5000 m bzw. 1500 m bereits die Goldmedaille gewonnen hatten, unterlief Kemkers beim 10.000-m-Rennen Kramers ein folgenschwerer Fehler. Bei etwa 6600 m wies er den auf Goldmedaillenkurs liegenden Kramer an, auf die Innenbahn zu wechseln, obwohl er auf der Außenbahn hätte laufen müssen, was zur Disqualifikation Kramers führte. Nachdem Kramer anfänglich geäußert hatte, trotz des Fehlers seines Trainers weiter mit diesem trainieren zu wollen, erklärte er Anfang März 2010, dass er nach der Saison 2010 die Zusammenarbeit mit Kemkers beenden wolle.